# Phragmatobia slivnoensis
Phragmatobia slivnoensis là một loài bướm đêm thuộc phân họ Arctiinae, họ Erebidae.